# Composthoop

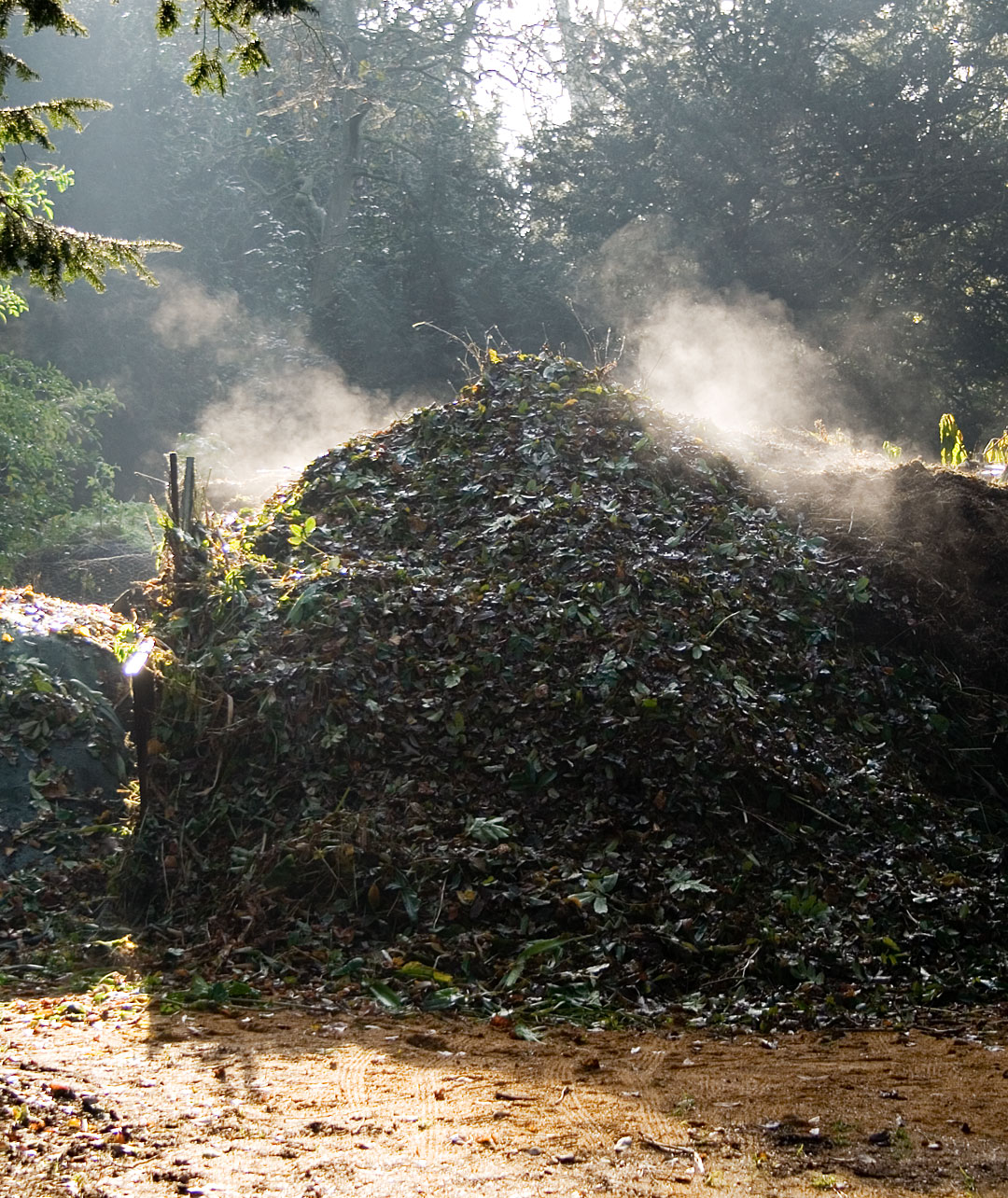
Een open composthoop.

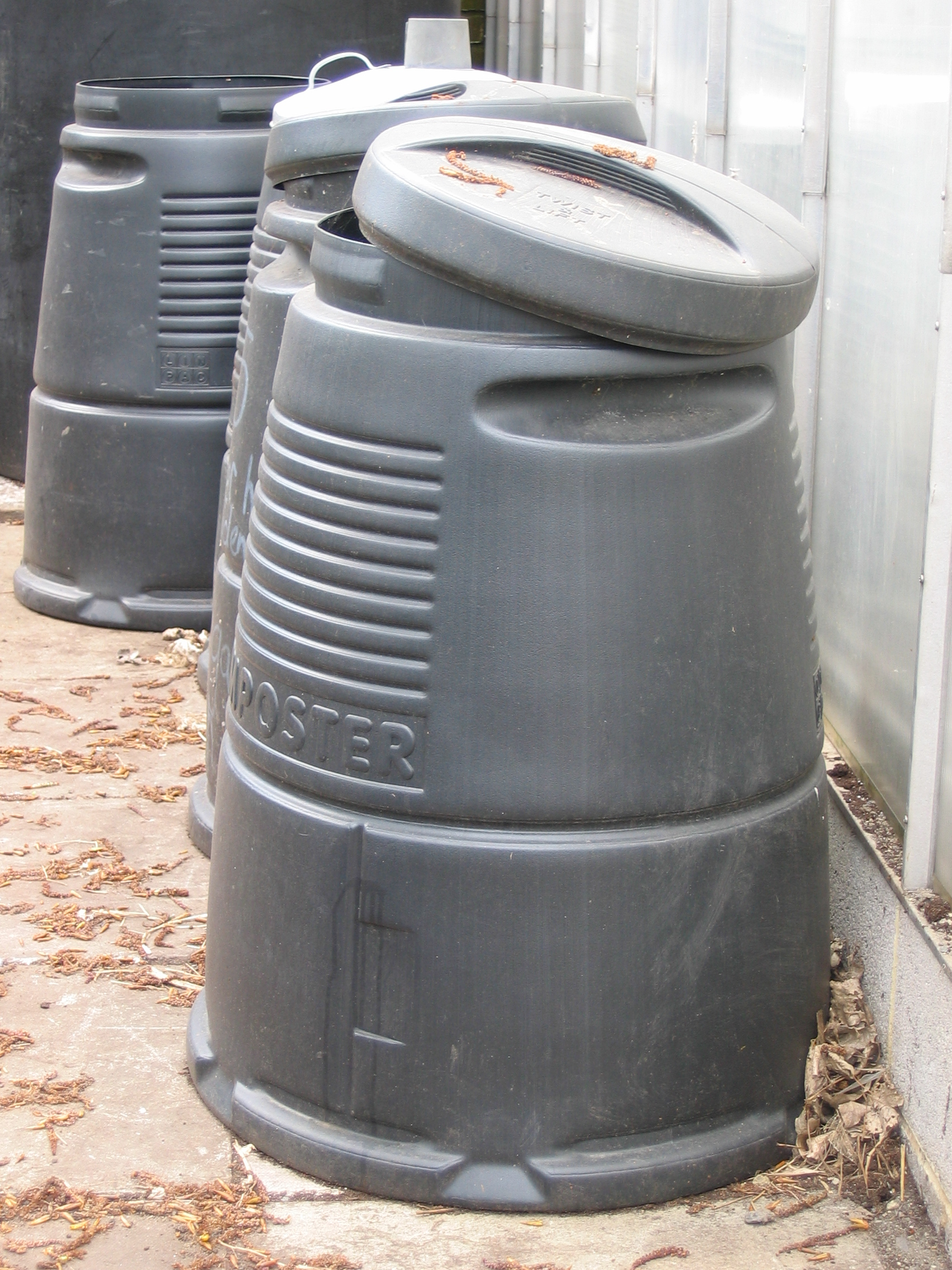
Een gesloten compostvat.

Een composthoop is een verzameling gevarieerd organisch materiaal die door natuurlijke processen omgezet wordt tot een kruimelig product dat voor bemesting en bodemverbetering gebruikt kan worden bij het tuinieren.
In plaats van op een hoop, kan het materiaal ook verzameld en omgezet worden in een compostbak. Het organisch materiaal bestaat doorgaans uit plantaardig afval: snoeigoed, keukenafval, maaisel, bladeren, onkruid etc. Ook uitwerpselen van huisdieren als kippen en knaagdieren kunnen verzameld worden. Een composthoop die hoofdzakelijk uit dierlijke uitwerpselen en stro bestaat, is een mesthoop.

## Proces
Het materiaal op de composthoop wordt, bij de juiste vochtigheid en temperatuur, door schimmels, bacteriën en tal van ongewervelde dieren omgezet onder opname van zuurstof. Als gevolg van dit composteringsproces kan de temperatuur in een composthoop aanvankelijk sterk oplopen tot wel 70°C, de zogenaamde hete compostering. Bij minder optimale omstandigheden, of in een kleine composthoop, verloopt het proces minder warm en langzamer, maar ook dan is, in de loop van een half jaar tot een jaar, het meeste materiaal verteerd. Het kan dan gezeefd worden om aan de kleinkruimelige compost te komen. De zeefresten kunnen nogmaals gecomposteerd worden.

### Omstandigheden
Een composthoop moet vochtig, maar niet nat zijn en voldoende luchtig qua opbouw, zodat de benodigde zuurstof voor de omzetting kan binnendringen. Om koolstofrijk materiaal zoals stukjes hout te kunnen verteren, hebben de micro-organismen vooral stikstof nodig, die afkomstig kan zijn uit groen plantenmateriaal zoals (gras)bladeren. Stikstof kan ook in de vorm van bijvoorbeeld urine worden toegevoegd. Het materiaal moet vermengd of ten minste gelaagd op de hoop liggen in een verhouding van circa twee delen bruin materiaal op een deel groen materiaal. Enkele malen per jaar het materiaal "omzetten" helpt een gelijkmatige compostering, evenals het beïnvloeden van de vochtigheid met een afdak, schaduw of door water geven.
Vanwege het rijpingsproces kan het voor de tuinier zinvol zijn, meerdere hopen in verschillende stadia van rijping te onderhouden, bijvoorbeeld de eerste waarop vers materiaal wordt verzameld, de tweede die, goed gemengd, actief rijpt en de derde die narijpt.

## Materiaal
Op een huishoudelijke composthoop verloopt het composteren relatief langzaam. Het toevoegen van gekookte etensresten en in het bijzonder dierlijke resten lokt dan snel ongedierte zoals ratten aan. In de industriële, hete compostering, waarbij de composthoop de eerste dagen meermaals wordt omgezet, hoeft dit geen probleem te zijn.
Van sommige plantenziektes, zoals knolvoet is bekend dat ze het composteringsproces kunnen overleven. Sommige parasieten, vooral van vleeseters zoals katten, honden en de mens kunnen lange tijd infectieus blijven; zulke mest hoort niet op de composthoop voor de groentetuin.
Gekookte etensresten vormen makkelijk een dichte massa en rotten anaeroob. Daarbij ontstaat stank en een vertraagde compostering. Dun verdeeld kunnen zij wel effectief gecomposteerd worden. Vet verteert slecht en levert geen meerwaarde voor de compost.
Insecticiden, fungiciden en herbiciden kunnen de compostering vertragen. Niet-biologische schillen worden door sommige tuinders daarom niet op de composthoop gelegd. Ook bijvoorbeeld maaisel van een met onkruidbestrijder behandeld gazon hoort niet op de composthoop.
Het toevoegen van kalk versnelt weliswaar de compostering, maar laat ook een deel van de stikstof vervliegen.
Als koolstofrijk materiaal kunnen ook karton en papiersnippers gebruikt worden, al is het moeilijk te beoordelen of de toevoegingen daarin en de drukinkt schadelijk kunnen zijn bij het gebruik van de compost in de moestuin.